# Malawi aux Jeux olympiques d'été de 2012
Le Malawi participe aux Jeux olympiques d'été de 2012 à Londres au Royaume-Uni du 27 juillet au 12 août 2012. Il s'agit de sa 9e participation à des Jeux d'été.
Mike Tebulo participe au marathon hommes. Ambwene Simukonda participe au 400 m féminin. La nageuse Joyce Tafatha participe au 50 m nage libre femmes.

## Athlétisme
Hommes
| Athlète     | Épreuve  | Séries   | Séries | Quarts de finale | Quarts de finale | Demi-finales | Demi-finales | Finale   | Finale |
| Athlète     | Épreuve  | Résultat | Rang   | Résultat         | Rang             | Résultat     | Rang         | Résultat | Rang   |
| ----------- | -------- | -------- | ------ | ---------------- | ---------------- | ------------ | ------------ | -------- | ------ |
| Mike Tebulo | Marathon | NC       | NC     | NC               | NC               | NC           | NC           | 2.19.11  | 44     |

Femmes
| Athlète           | Épreuve    | Séries     | Séries | Quarts de finale | Quarts de finale | Demi-finales | Demi-finales | Finale   | Finale |
| Athlète           | Épreuve    | Résultat   | Rang   | Résultat         | Rang             | Résultat     | Rang         | Résultat | Rang   |
| ----------------- | ---------- | ---------- | ------ | ---------------- | ---------------- | ------------ | ------------ | -------- | ------ |
| Ambwene Simukonda | 400 mètres | 54.20 (RN) | 37     | NC               | NC               | -            | -            | -        | -      |

## Natation
| Athlète         | Épreuve         | Séries | Séries | Demi-finales | Demi-finales | Finale | Finale |
| Athlète         | Épreuve         | Temps  | Rang   | Temps        | Rang         | Temps  | Rang   |
| --------------- | --------------- | ------ | ------ | ------------ | ------------ | ------ | ------ |
| Joyce Tafatatha | 50 m nage libre | 27.74  | 46     | -            | -            | -      | -      |